# خالد الکعبی (تیرانداز)
خالد الکعبی (انگلیسی: Khaled Al-Kaabi؛ زادهٔ ۲۵ ژوئن ۱۹۸۵) تیرانداز اهل امارات متحده عربی است.